# Plommonticka
Plommonticka (Phellinus pomaceus) är en svampart som först beskrevs av Christiaan Hendrik Persoon, och fick sitt nu gällande namn av René Charles Maire 1933. Phellinus pomaceus ingår i släktet Phellinus och familjen Hymenochaetaceae. Inga underarter finns listade i Catalogue of Life.
I den svenska databasen Dyntaxa används istället namnet Phellinus tuberculosus för samma taxon. Arten är reproducerande i Sverige.